# Томпсон, Дэвид Престон
Дэ́вид Пре́стон То́мпсон (англ. David Preston Thompson; 8 ноября 1834, деревня Кадиз, Огайо — 14 декабря 1901, Портленд, Орегон) — 6-й губернатор территории Айдахо в 1876 году, двадцать четвёртый мэр Портленда, посол США в Османской империи в 1892—1893 годы.

## Биография
Дэвид Томпсон родился 8 ноября 1834 в деревне Кадиз в Огайо. Его родители, Джозеф и Бетси Томпсоны, имели ирландские и шотландские корни. Первые профессиональные навыки Дэвид получал, работая учеником кузнеца и геодезистом на железной дороге. В 1853 году, в возрасте 19 лет, Томпсон переехал на территорию Орегон, где занимался выпасом овец.
В Орегоне Томпсон принимал участие в строительстве первой железнодорожной ветки в Орегоне близ водопада Вилламетт около города Орегон-Сити. С того времени и до 1863 года он служил заместителем сюрвейера по землям территорий Орегон и Вашингтон. С началом гражданской войны Томпсон вступил 1-й Орегонский кавалерийский полк Армии Союза и дослужился там до капитана. Из-за большого расстояния до мест ведения боевых действий полк не участвовал в войне как непосредственно боевое соединение. После войны Томпсон занимался различным предпринимательством, связанным в том числе с горнодобычей, железными дорогами, банковскими операциями и обрабатывающей промышленностью.
С 1866 по 1872 годы Томпсон занимал должность представителя от двенадцатого округа в сенате штата Орегон. В 1875 году президент Грант назначил его губернатором территории Айдахо. Однако в 1876 году Томпсон вернулся в Портленд в Орегоне. Президент был разочарован этим решением и в июле 1876 года снял Томпсона с губернаторской должности. В 1878 году Томпсон вновь избрался в легислатуру Орегона, теперь же в палату представителей. В 1879 году он избрался мэром Портленда, в 1881 году избрался повторно. В 1882 году он вновь занял должность в палате представителей Орегона и занимал её до 1889 года. В 1884 году Томпсон в коллегию выборщиков президента от республиканцев и также вошёл в состав делегации на национальном съезде республиканской партии. В 1890 Томпсон неудачно участвовал в выборах на пост губернатора Орегона. В 1892 году президент Гаррисон назначил его чрезвычайным послом и уполномоченным министром по Османской империи. В этой должности Томпсон проработал до 1893 года.

## Семья, общественная деятельность и наследие
В 1861 году Томпсон женился на Мэри Мелдрам, у них родилось трое детей: Бесси, Женевьева и Ральф. Томпсон был членом правления Орегонского университета и президентом общества защиты животных Орегона. С основанием в 1891 году общественной библиотеки Портленда Томпсон стал её первым руководителем. Он пожертвовал личные средства на строительство фонтана в центре Портленда. После смерти Томпсона на средства его семьи в Вашингтонском парке Портленда была установлена статуя с подписью «Пришествие Белого Человека». Также в честь Томпсона назван одноимённый парк на северо-востоке Портленда. Дэвид Томпсон скончался 14 декабря 1901 года в Портленде. Его кремированный прах был погребён на городском кладбище Ривер-Вью.